# Toyota Sports 800
Toyota Sports 800 är en sportbil som tillverkades av den japanska biltillverkaren Toyota mellan 1965 och 1969.

## Toyota Sports 800
Toyota hade visat en futuristisk prototyp till en liten sportbil på bilsalongen i Tokyo 1962. Produktionen av den mer modest formgivna Sports 800 startade tre år senare. Bilen var baserad på Publica-modellen men hade en större och starkare motor med dubbla förgasare. Bilen fanns även med en avtagbar taksektion som lämnade en targabåge som skydd vid rundslagning.